# Kanton Saint-Affrique
Saint-Affrique is een kanton van het Franse departement Aveyron. Het kanton maakt deel uit van het arrondissement Millau..

## Gemeenten
Het kanton Saint-Affrique omvat de volgende gemeenten:
- La Bastide-Pradines
- Calmels-et-le-Viala
- Roquefort-sur-Soulzon
- Saint-Affrique (hoofdplaats)
- Saint-Félix-de-Sorgues
- Saint-Izaire
- Saint-Jean-d'Alcapiès
- Saint-Rome-de-Cernon
- Tournemire
- Vabres-l'Abbaye
- Versols-et-Lapeyre

Bij de herindeling van de kantons in 2014/2015 werd dit kanton niet gewijzigd.